# Baron Seaford
Baron Seaford, of Seaford in the County of Sussex, ist ein erblicher britischer Adelstitel in der Peerage of the United Kingdom.

## Verleihung
Der Titel wurde durch Letters Patent am 1. Juli 1826 für den Unterhausabgeordneten Charles Ellis geschaffen.
Bei seinem Tod am 1. Juli 1845 fiel der Titel an seinen ältesten Sohn Charles als 2. Baron. Dieser hatte bereits am 8. Juli 1803 seinen Urgroßvater mütterlicherseits als 6. Baron Howard de Walden beerbt. Beide Titel blieben bis zum 9. Juli 1999 vereint, als der 9. Baron Howard de Walden und 5. Baron Seaford starb und vier Töchter, aber keinen Sohn hinterließ. Die Baronie Seaford ist als Barony by letters patent nur in männlicher Linie vererbbar und fiel entsprechend an seinen Neffen dritten Grades, Colin Ellis als 6. Baron Seaford. Die Baronie Howard de Walden ist als Barony by writ hingegen auch in weiblicher Linie erblich und fiel daher in Abeyance zwischen den vier Töchtern und wurde 2004 der ältesten der vier, Hazel Czernin als 10. Baroness zugesprochen.

## Liste der Barone Seaford (1826)
- Charles Ellis, 1. Baron Seaford (1771–1845)
- Charles Ellis, 6. Baron Howard de Walden, 2. Baron Seaford (1799–1868)
- Frederick Ellis, 7. Baron Howard de Walden, 3. Baron Seaford (1830–1899)
- Thomas Scott-Ellis, 8. Baron Howard de Walden, 4. Baron Seaford (1880–1946)
- John Scott-Ellis, 9. Baron Howard de Walden, 5. Baron Seaford (1912–1999)
- Colin Ellis, 6. Baron Seaford (* 1946)

Titelerbe (Heir apparent) ist der Sohn des aktuellen Titelinhabers, Hon. Benjamin Ellis (* 1976).